# Раццоли, Джулиано
Джулиа́но Раццо́ли (итал. Giuliano Razzoli; 18 декабря 1984, Кастельново-не-Монти, Реджо-нель-Эмилия, Эмилия-Романья) — итальянский горнолыжник, олимпийский чемпион 2010 года в слаломе. Единственный итальянец, сумевший выиграть золото на Олимпиаде-2010 в Ванкувере.

## Общая информация

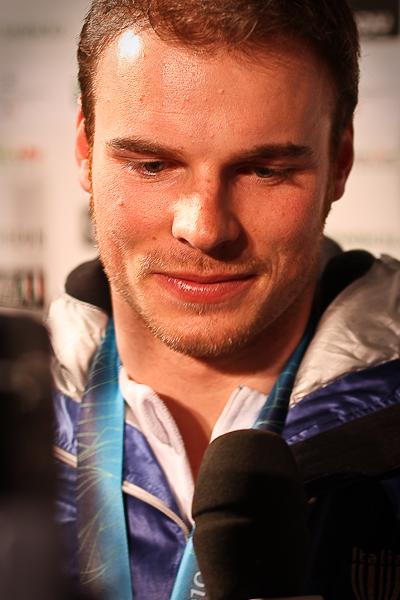
2010 год

До своей победы на Олимпийских играх в Ванкувере за карьеру выиграл лишь один этап Кубка мира.
Золото Раццоли стало единственной наградой Италии в горнолыжном спорте на Олимпийских играх в Ванкувере. Кроме того, медаль Раццоли стала первой для итальянских горнолыжников-мужчин с 1994 года, когда серебро в слаломе в Лиллехаммере выиграл Альберто Томба. Интересно, что Томба, присутствовавший на трассе в Ванкувере, советовал Раццоли сделать основной упор на вторую попытку, тогда как Джулиано с блеском выиграл первую, а во второй показал 7-е время.
В марте 2010 года принял участие в горнолыжных соревнованиях в рамках зимних Всемирных военно-спортивных игр, где первенствовал в командном и личном зачётах слалома.
В начале осени 2010 года повредил предплечье, в результате чего был вынужден лечь на операцию.
На Олимпийских играх 2014 года в Сочи показал в слаломе 16-е время в первой попытке, а во второй сошёл с трассы. На Олимпийских играх 2018 года не выступал.
Раццоли участвовал в 7 подряд чемпионатах мира (2009, 2011, 2013, 2015, 2017, 2019, 2021), каждый раз выступая только в слаломе. На первых четырёх чемпионатах Джулиано ни разу не сумел финишировать в обеих попытках: в 2009, 2013 и 2015 годах он сходил с трассы в первой попытке, а в 2011 году не финишировал во второй. В 2017 и 2019 годах занимал 22-е место в слаломе. В 2021 году был дисквалифицирован в первой попытке.
16 января 2022 года Раццоли занял третье место в слаломе на этапе Кубка мира в Венгене. Итальянцу на тот момент было 37 лет, это сделало его самым возрастным призёром этапа Кубка мира в слаломе, ранее рекордом владел Андре Мюрер (36 лет и 11 месяцев). Раццоли попал в тройку лучших в слаломе впервые за 6 лет: 17 января 2016 года она занял второе место в слаломе там же в Венгене.
На Олимпийских играх 2022 года Раццоли занял восьмое место в слаломе.
Завершил карьеру в возрасте 39 лет после сезона 2023/24.

## Результаты на крупнейших соревнованиях

### Зимние Олимпийские игры
| Олимпийские игры | Скоростной спуск | Супергигант | Гигантский слалом | Слалом      | Комбинация  | Команда     |
| ---------------- | ---------------- | ----------- | ----------------- | ----------- | ----------- | ----------- |
| 2010 Ванкувер    | —                | —           | —                 | 1           | —           | н/д         |
| 2014 Сочи        | —                | —           | —                 | DNF2        | —           | н/д         |
| 2018 Пхёнчхан    | Не выступал      | Не выступал | Не выступал       | Не выступал | Не выступал | Не выступал |
| 2022 Пекин       | —                | —           | —                 | 8           | —           |             |

### Подиумы на этапах Кубка мира (11)
| №  | Сезон   | Дата        | Место проведения | Дисциплина | Место | Отчёт |
| -- | ------- | ----------- | ---------------- | ---------- | ----- | ----- |
| 1  | 2008/09 | 6 янв 2009  | Загреб           | Слалом     | 3     |       |
| 2  | 2008/09 | 1 мар 2009  | Краньска-Гора    | Слалом     | 2     |       |
| 3  | 2009/10 | 6 янв 2010  | Загреб           | Слалом     | 1     |       |
| 4  | 2009/10 | 24 янв 2010 | Кицбюэль         | Слалом     | 3     |       |
| 5  | 2010/11 | 23 янв 2011 | Кицбюэль         | Слалом     | 3     |       |
| 6  | 2010/11 | 19 мар 2011 | Ленцерхайде      | Слалом     | 1     |       |
| 7  | 2011/12 | 19 дек 2011 | Альта-Бадия      | Слалом     | 2     |       |
| 8  | 2014/15 | 15 мар 2015 | Краньска-Гора    | Слалом     | 2     |       |
| 9  | 2014/15 | 22 мар 2015 | Мерибель         | Слалом     | 2     |       |
| 10 | 2015/16 | 17 янв 2016 | Венген           | Слалом     | 2     |       |
| 11 | 2021/22 | 16 янв 2022 | Венген           | Слалом     | 3     |       |